# Piton Cabris
Pour les articles homonymes, voir Piton (homonymie) et Cabris (homonymie).
Le piton Cabris est un sommet de montagne de l'île de La Réunion, un département d'outre-mer français dans l'océan Indien. Situé au cœur du cirque naturel de Mafate, une caldeira du massif du Piton des Neiges, il culmine à 1 435 mètres d'altitude dans les Hauts de la commune de La Possession. Il constitue l'extrémité sud-est de la crête d'Aurère.